# Бујадис
Бујадис (фр. Bouilladisse) је насељено место у Француској у региону Прованса-Алпи-Азурна обала, у департману Ушће Роне.
По подацима из 2011. године у општини је живело 5997 становника, а густина насељености је износила 475,57 становника/km².

## Демографија
| 1990. | 2011. |
| ----- | ----- |
| 4.115 | 5.997 |